# Adolphe Cayron
Adolphe Cayron (28 de setembro de 1878 — 07 de setembro de 1950) foi um ciclista francês que representou França nos Jogos Olímpicos de Verão de 1900 em Paris na prova de velocidade, sendo eliminado nas semifinais, e na corrida por pontos, terminando na sexta posição.